# Sotomayor
Sotomayor (oficialmente, en gallego desde 1985, Soutomaior) es un municipio de la provincia de Pontevedra (Galicia). Es uno los municipios que componen el área metropolitana de Vigo.

## Topónimo
En castellano el topónimo del municipio y de la parroquia es Sotomayor. Fueron los topónimos oficiales hasta 1985 en que se declaró oficial el topónimo en gallego, Soutomaior.

## Localización
El término municipal está situado en el fondo de la ría de Vigo, mayoritariamente al sur del curso del río Verdugo.  

## Geografía

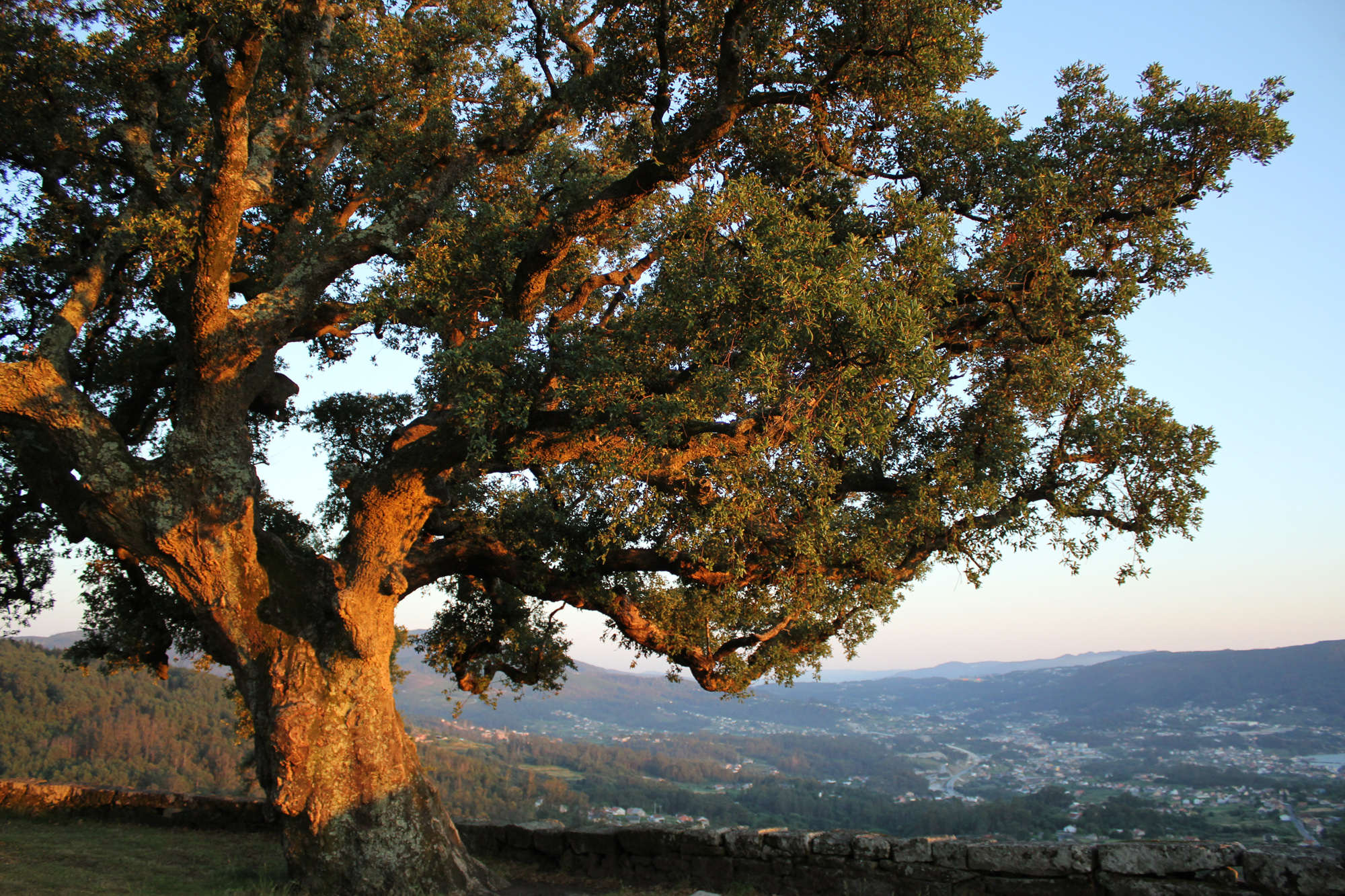
Alcornoque en el monte de la Peneda

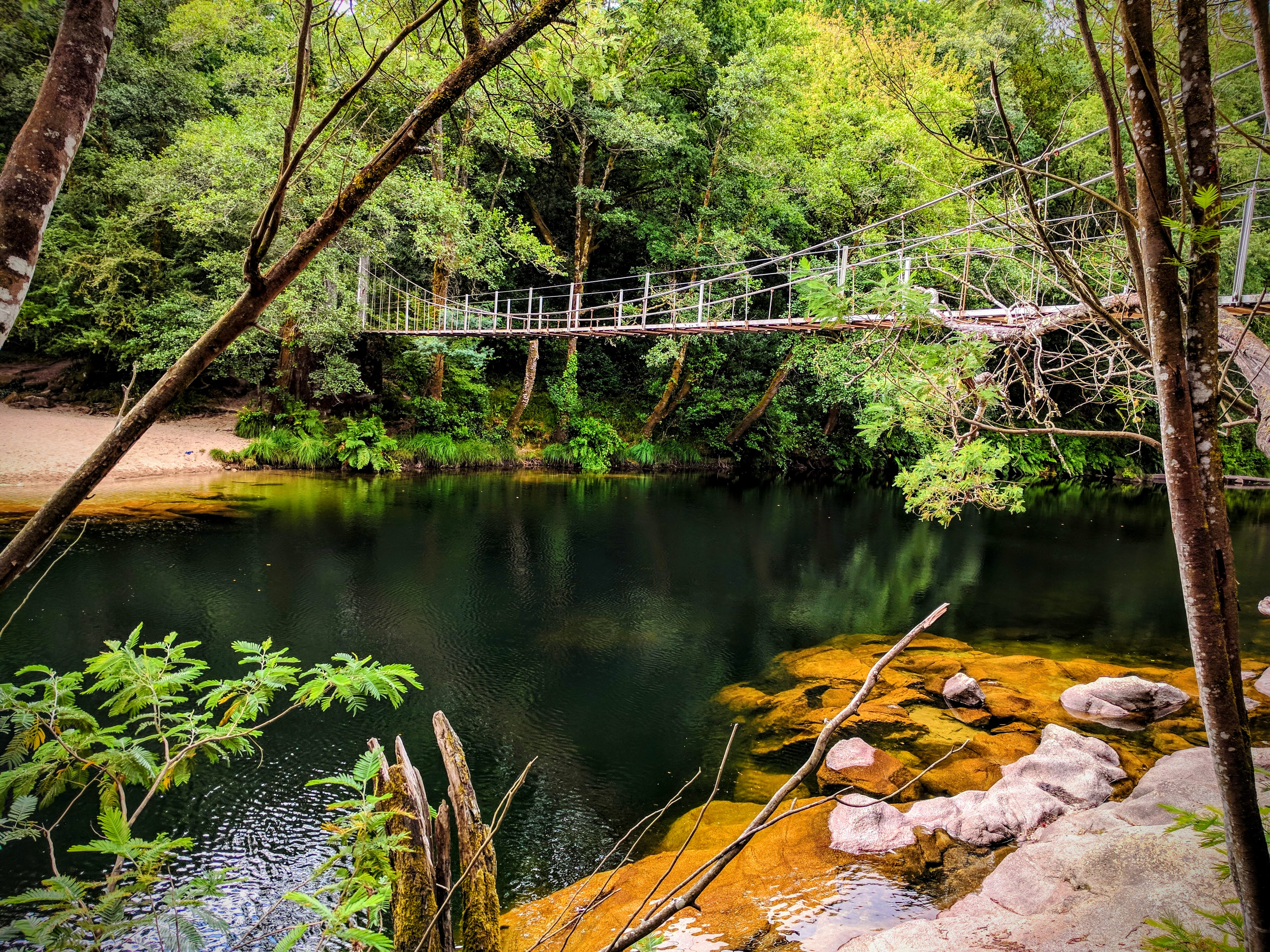
Puente colgante sobre el río Verdugo

Integrado en la comarca de Vigo, su capital O Rial, se sitúa a 11 kilómetros de Pontevedra. El término municipal está atravesado por la carretera nacional N-550, entre los pK 134 y 135, y por carreteras locales que permiten la comunicación entre las parroquias y con los municipios vecinos Puentecaldelas, Pazos de Borbén y Redondela. 
El relieve del municipio está definido por el tramo final del río Verdugo, la ría de Vigo por el oeste, y por una zona montuosa con algunos ríos y arroyos por el interior. La altitud oscila entre los 474 metros al sur (Monzón) y el nivel del mar, estando el ayuntamiento a una cota de 57 metros. 
El límite al norte lo forman, en su mayor parte, los ríos Verdugo y Oitavén, aunque una pequeña parte del municipio se encuentra al norte de estos ríos. Esta zona al norte del río Verdugo es montañosa, componiendo el extremo sur de la sierra de la Fracha.

## Límites
| Noroeste: Pontevedra | Norte: Pontevedra                | Nordeste: Puentecaldelas |
| Oeste: Ría de Vigo   |                                  | Este: Fornelos de Montes |
| Suroeste: Redondela  | Sur: Redondela y Pazos de Borbén | Sureste: Pazos de Borbén |

## Historia
Su historia gira en torno al castillo de Sotomayor.

## Geografía humana

### Demografía
Cuenta con una población de 7584 habitantes (INE 2024).
| Gráfica de evolución demográfica de Soutomaior entre 1842 y 2021 |
| |
| Población de derecho según los censos de población del INE. Población de hecho según los censos de población del INE.En estos censos se denominaba Sotomayor: 1842, 1857, 1860, 1877, 1887, 1897, 1900, 1910, 1920, 1930, 1940, 1950, 1960, 1970 y 1981 Entre el censo de 1877 y el anterior, disminuye el término del municipio porque independiza a 36019 (Fornelos de Montes) |

### Parroquias
Parroquias que forman parte del municipio:
- Arcade (Santiago)
- Soutomayor[6]

## Corporación municipal
| Resultado elecciones municipales del 25 de mayo de 2015 en Sotomayor |       |            |            |
| Nombre                                                               | Votos | Porcentaje | Concejales |
| Partido Popular de Galicia                                           | 1.961 | 49.01%     | 7          |
| Bloque Nacionalista Galego                                           | 1.592 | 39.79%     | 5          |
| Partido dos Socialistas de Galicia                                   | 395   | 9.87%      | 1          |

## Patrimonio

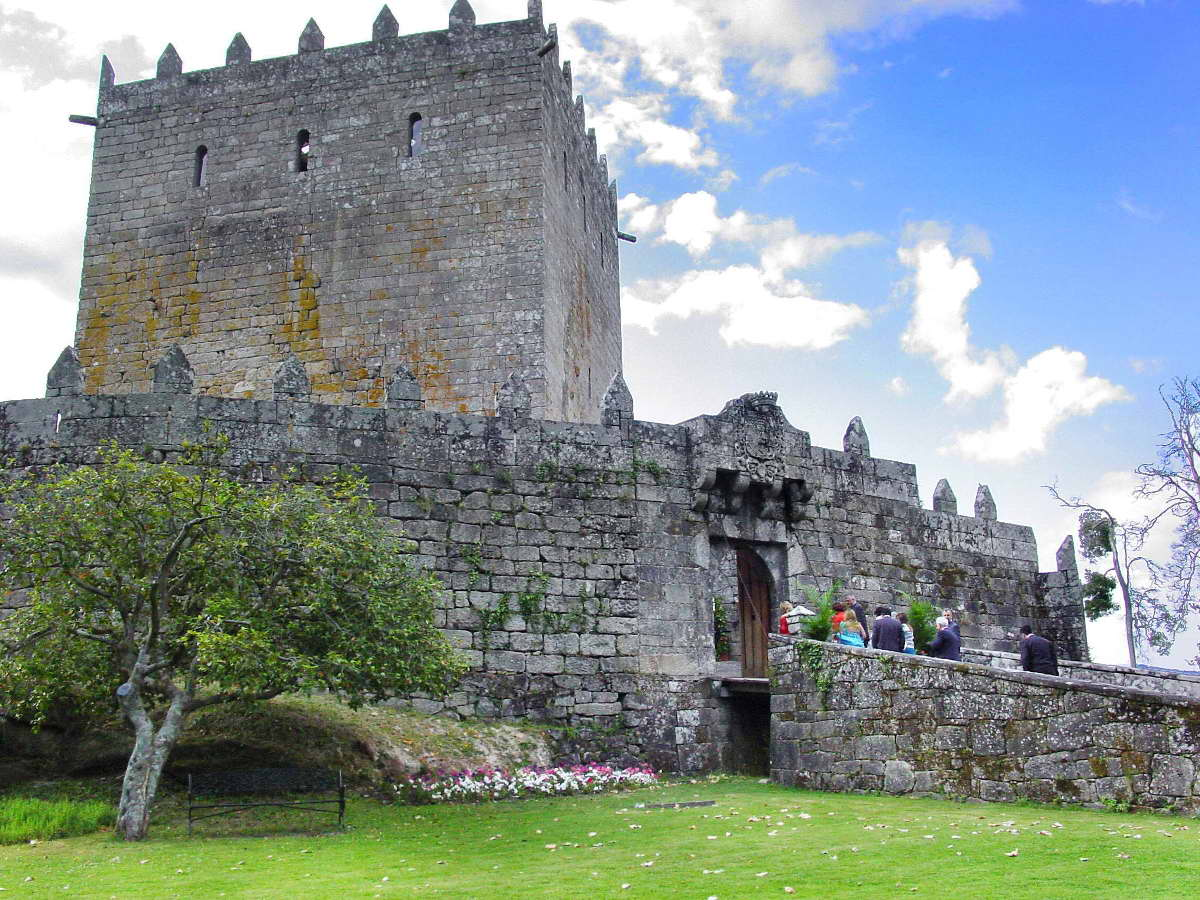
Castillo de Sotomayor

Dentro del término municipal, existen dos bienes de interés cultural, bajo la figura de monumentos: el castillo de Sotomayor y los grabados rupestres de Pedra dos riscos. Ambos en la parroquia de San Salvador.
Los grabados rupestres fueron declarados monumento histórico-artístico, de carácter nacional, por el decreto 3741/1974, de 20 de diciembre, junto con otros 194, todos ellos en la provincia de Pontevedra

## Economía
Sus productos gastronómicos más importantes son el vino albariño y las ostras. 

### D.O.Rías Baixas
El término municipal forma parte de la denominación de origen Rías Baixas desde octubre de 1996, como la subzona más pequeña de dicha denominación. Según datos del consejo regulador, la producción del año 2011 en la subzona de Sotomayor fue de 52 631 kg de uva, mayoritariamente albariña (48 119 kg). En ese mismo año, y según la misma fuente, el número de viticultores era de 45, con una superficie cultivada de 18,8 ha en 122 parcelas.